# Вуд Ривер (Небраска)
Вуд Ривер (енгл. Wood River) град је у америчкој савезној држави Небраска.

## Демографија
По попису из 2010. године број становника је 1.325, што је 121 (10,0%) становника више него 2000. године.
| Група             | 2000.         | 2010.         |
| Белци             | 1.046 (86,9%) | 1.083 (81,7%) |
| Афроамериканци    | 3 (0,2%)      | 0 (0,0%)      |
| Азијати           | 1 (0,1%)      | 2 (0,2%)      |
| Хиспаноамериканци | 150 (12,5%)   | 234 (17,7%)   |
| Укупно            | 1.204         | 1.325         |